# Dan volg je haar benen
Dan volg je haar benen is een single en hit van de Volendamse zanger Jan Smit. Het is de eerste single van het album Stilte in de storm dat door stemproblemen van Smit pas in het najaar van 2008 uitkomt.
Op 3 november 2007 kwam het nummer vanuit het niets binnen op de eerste plaats in de Nederlandse Top 40 en de Single Top 100.
Het tweede nummer op de single is Calypso, een postuum "duet" met de Amerikaanse zanger John Denver. De originele versie kwam in 1975 tot nummer 2 in de Nederlandse hitlijsten. Smit is de eerste persoon die postuum een duet met Denver opnam. Calypso is de eerste top 10-notering voor Denver sinds Annie's song uit 1976.

## Tracklist
1. "Dan volg je haar benen"
2. "Calypso" (met John Denver)

## Hitnotering
| "Dan volg je haar benen" in de Nederlandse Top 40 - binnen: 03-11-2007 | "Dan volg je haar benen" in de Nederlandse Top 40 - binnen: 03-11-2007 | "Dan volg je haar benen" in de Nederlandse Top 40 - binnen: 03-11-2007 | "Dan volg je haar benen" in de Nederlandse Top 40 - binnen: 03-11-2007 | "Dan volg je haar benen" in de Nederlandse Top 40 - binnen: 03-11-2007 | "Dan volg je haar benen" in de Nederlandse Top 40 - binnen: 03-11-2007 | "Dan volg je haar benen" in de Nederlandse Top 40 - binnen: 03-11-2007 | "Dan volg je haar benen" in de Nederlandse Top 40 - binnen: 03-11-2007 | "Dan volg je haar benen" in de Nederlandse Top 40 - binnen: 03-11-2007 | "Dan volg je haar benen" in de Nederlandse Top 40 - binnen: 03-11-2007 | "Dan volg je haar benen" in de Nederlandse Top 40 - binnen: 03-11-2007 | "Dan volg je haar benen" in de Nederlandse Top 40 - binnen: 03-11-2007 | "Dan volg je haar benen" in de Nederlandse Top 40 - binnen: 03-11-2007 | "Dan volg je haar benen" in de Nederlandse Top 40 - binnen: 03-11-2007 | "Dan volg je haar benen" in de Nederlandse Top 40 - binnen: 03-11-2007 | "Dan volg je haar benen" in de Nederlandse Top 40 - binnen: 03-11-2007 |
| Week                                                                   | 1                                                                      | 2                                                                      | 3                                                                      | 4                                                                      | 5                                                                      | 6                                                                      | 7                                                                      | 8                                                                      | 9                                                                      | 10                                                                     | 11                                                                     | 12                                                                     | 13                                                                     | 14                                                                     |                                                                        |
| ---------------------------------------------------------------------- | ---------------------------------------------------------------------- | ---------------------------------------------------------------------- | ---------------------------------------------------------------------- | ---------------------------------------------------------------------- | ---------------------------------------------------------------------- | ---------------------------------------------------------------------- | ---------------------------------------------------------------------- | ---------------------------------------------------------------------- | ---------------------------------------------------------------------- | ---------------------------------------------------------------------- | ---------------------------------------------------------------------- | ---------------------------------------------------------------------- | ---------------------------------------------------------------------- | ---------------------------------------------------------------------- | ---------------------------------------------------------------------- |
| Positie                                                                | 1                                                                      | 1                                                                      | 1                                                                      | 1                                                                      | 2                                                                      | 5                                                                      | 6                                                                      | 10                                                                     | 11                                                                     | 11                                                                     | 13                                                                     | 21                                                                     | 25                                                                     | 38                                                                     | uit                                                                    |

| "Dan volg je haar benen / Calypso" in de Nederlandse Single Top 100 - binnen: 03-11-2007 | "Dan volg je haar benen / Calypso" in de Nederlandse Single Top 100 - binnen: 03-11-2007 | "Dan volg je haar benen / Calypso" in de Nederlandse Single Top 100 - binnen: 03-11-2007 | "Dan volg je haar benen / Calypso" in de Nederlandse Single Top 100 - binnen: 03-11-2007 | "Dan volg je haar benen / Calypso" in de Nederlandse Single Top 100 - binnen: 03-11-2007 | "Dan volg je haar benen / Calypso" in de Nederlandse Single Top 100 - binnen: 03-11-2007 | "Dan volg je haar benen / Calypso" in de Nederlandse Single Top 100 - binnen: 03-11-2007 | "Dan volg je haar benen / Calypso" in de Nederlandse Single Top 100 - binnen: 03-11-2007 | "Dan volg je haar benen / Calypso" in de Nederlandse Single Top 100 - binnen: 03-11-2007 | "Dan volg je haar benen / Calypso" in de Nederlandse Single Top 100 - binnen: 03-11-2007 | "Dan volg je haar benen / Calypso" in de Nederlandse Single Top 100 - binnen: 03-11-2007 | "Dan volg je haar benen / Calypso" in de Nederlandse Single Top 100 - binnen: 03-11-2007 | "Dan volg je haar benen / Calypso" in de Nederlandse Single Top 100 - binnen: 03-11-2007 | "Dan volg je haar benen / Calypso" in de Nederlandse Single Top 100 - binnen: 03-11-2007 | "Dan volg je haar benen / Calypso" in de Nederlandse Single Top 100 - binnen: 03-11-2007 | "Dan volg je haar benen / Calypso" in de Nederlandse Single Top 100 - binnen: 03-11-2007 | "Dan volg je haar benen / Calypso" in de Nederlandse Single Top 100 - binnen: 03-11-2007 | "Dan volg je haar benen / Calypso" in de Nederlandse Single Top 100 - binnen: 03-11-2007 | "Dan volg je haar benen / Calypso" in de Nederlandse Single Top 100 - binnen: 03-11-2007 | "Dan volg je haar benen / Calypso" in de Nederlandse Single Top 100 - binnen: 03-11-2007 | "Dan volg je haar benen / Calypso" in de Nederlandse Single Top 100 - binnen: 03-11-2007 |
| Week                                                                                     | 1                                                                                        | 2                                                                                        | 3                                                                                        | 4                                                                                        | 5                                                                                        | 6                                                                                        | 7                                                                                        | 8                                                                                        | 9                                                                                        | 10                                                                                       | 11                                                                                       | 12                                                                                       | 13                                                                                       | 14                                                                                       | 15                                                                                       | 16                                                                                       |                                                                                          | 17                                                                                       | 18                                                                                       |                                                                                          |
| ---------------------------------------------------------------------------------------- | ---------------------------------------------------------------------------------------- | ---------------------------------------------------------------------------------------- | ---------------------------------------------------------------------------------------- | ---------------------------------------------------------------------------------------- | ---------------------------------------------------------------------------------------- | ---------------------------------------------------------------------------------------- | ---------------------------------------------------------------------------------------- | ---------------------------------------------------------------------------------------- | ---------------------------------------------------------------------------------------- | ---------------------------------------------------------------------------------------- | ---------------------------------------------------------------------------------------- | ---------------------------------------------------------------------------------------- | ---------------------------------------------------------------------------------------- | ---------------------------------------------------------------------------------------- | ---------------------------------------------------------------------------------------- | ---------------------------------------------------------------------------------------- | ---------------------------------------------------------------------------------------- | ---------------------------------------------------------------------------------------- | ---------------------------------------------------------------------------------------- | ---------------------------------------------------------------------------------------- |
| Positie                                                                                  | 1                                                                                        | 1                                                                                        | 1                                                                                        | 2                                                                                        | 2                                                                                        | 3                                                                                        | 8                                                                                        | 8                                                                                        | 11                                                                                       | 16                                                                                       | 21                                                                                       | 41                                                                                       | 45                                                                                       | 54                                                                                       | 43                                                                                       | 88                                                                                       | uit                                                                                      | 96                                                                                       | 85                                                                                       | uit                                                                                      |

### NPO Radio 2 Top 2000
| Nummer met noteringen in de NPO Radio 2 Top 2000 | '09  | '10 | '11  |
| ------------------------------------------------ | ---- | --- | ---- |
| Dan volg je haar benen                           | 1056 | -   | 1817 |

1. ↑  Een '-' betekent dat het nummer niet was genoteerd en een vetgedrukt getal geeft de hoogste notering aan.
2. ↑  2009 was het eerste jaar met een notering voor dit nummer.
3. ↑  Deze tabel is bijgewerkt tot en met de laatste editie (2024).